# Epistominoides
Epistominoides es un género de foraminífero bentónico de la subfamilia Epistominoidinae, de la familia Epistominidae, de la superfamilia Ceratobuliminoidea, del suborden Robertinina y del orden Robertinida. Su especie tipo es Saracenaria wilcoxensis. Su rango cronoestratigráfico abarca desde el Jurásico medio hasta el Ypresiense (Eoceno inferior).

## Clasificación
Epistominoides incluye a las siguientes especies:
- Epistominoides communis †
- Epistominoides danica †
- Epistominoides midwayensis †
- Epistominoides minutus †
- Epistominoides primaevus †
- Epistominoides wilcoxensis †